# Филофония
Филофони́я — коллекционирование музыкальных, вокальных и иных звукозаписей на аудионосителях разного рода с возможной категоризацией по определённым темам, авторам, исполнителям, композиторам, музыкальным направлениям и т. д. Филофония, в отличие от меломании, характеризуется акцентом на поиске, хранении и каталогизации музыки, нежели на её творческих особенностях.
Филофония как область коллекционирования возникла в начале XX в. и наибольшее распространение получила с 1940-50-х гг. в связи с развитием индустрии грамзаписи. Вплоть до последней четверти XX века каталогизация фонотек была похожа на карточные системы библиокаталогов, где роль книги как атомарной составляющей каталога играет аудиозапись. Каталоги обычно велись на карточках, в которых фигурировал номер пластинки, тип записи, когда и какой фирмой эта пластинка выпущена в свет, порядок записанных на ней произведений, имена авторов и исполнителей. С развитием электронно-вычислительных систем каталогизация фонотек упростилась по сходным с библиотеками схемам.